# 버트 블라일레븐
버트 블라일레븐(Bert Blyleven, 1951년 4월 6일 ~ )은 네덜란드 출신의 전 메이저 리그 베이스볼 투수로 1970년부터 1992년까지 활약하였으며 자신의 커브로 가장 잘 알려졌다. 블라일레븐은 2011년 야구 명예의 전당에 헌액되었다. 그는 현재 폭스 스포츠 노스에 미네소타 트윈스를 위하여 해설자로 지내고 있다.

## 어린 시절
릭 알베르트 블레일레번(네덜란드어: Rik Aalbert Blijleven)이라는 본명으로 네덜란드 제이스트에서 태어났으나 자신이 산티아고 고등학교에서 수학한 캘리포니아주 가든그로브에서 자라왔다. 그의 부친은 블레일레븐이 2세 때 캐나다 서스캐처원주 멜빌로 이주하였고, 그가 5세 때 서던캘리포니아로 이주하였다. 그는 어린 시절에 샌디 쿠팩스가 로스앤젤레스 다저스를 위하여 투구하는 것을 보고 빈 스컬리와 제리 도겟이 다저스의 라디오 방송의 아나운서를 맡은 것을 들으면서 야구에 관심을 가지기 시작하였다.

## 선수 경력
블라일레븐은 산티아고 고등학교 야구 팀에 나왔으며, 또한 자신의 지구력과 다리의 힘을 단련하기 위하여 크로스컨트리 달리기에도 나갔다. 그는 1969년 드래프트의 3번째 라운드에서 미네소타 트윈스에 의하여 고등학교 밖으로 드래프트되었다. 자신의 첫 시즌에 그의 날카로운 커브는 자신을 10개의 승리들로 도움을 주었고 그는 스포팅 뉴스에 의하여 "올해의 아메리칸 리그 신인 투수"로 임명되었다. 1973년 그는 9개와 함께 여러 아메리칸 리그 투수의 수많은 완봉을 투구하였다.
하지만, 블라일레븐의 트윈스와 초기 경력은 자신이 비평과 팬들에 의하여 선동되면서 항상 기쁨이 아니었다. 거기서 자신의 월급과 행복하지 않으면서 블라일레븐은 동료 선수 대니 톰슨과 함께 1976년 6월 1일 텍사스 레인저스로 이적되었다. 그는 레인저스와 투구를 잘 하였고 2.76 방어율과 함께 15 승 5 패의 기록을 세웠다. 1977년 9월 22일 사타구니 부상과 함께 출장 못하게 된지 겨우 2주 후에 애너하임 스타디움에서 6 대 0으로 캘리포니아 에인절스를 상대로 노히트노런의 대기록을 세웠다. 레인저스와 그의 2.74의 경력 방어율은 팀 역사상 최고로 남아있다.
그러고나서 레인저스의 드문 국내적 방송 경기들 중의 하나가 열리는 동안에 블라일레븐이 뻔뻔스럽게 텔레비전 카메라에 손가락을 준 사건에 이어 명확하게 그에 전념하였고 블라일레븐은 12월 8일 메이저 리그 베이스볼 역사상 첫 4개의 팀 이적의 일부로서 또다시 피츠버그 파이리츠로 이적되었다. 레인저스 선수로서 블라일레븐의 노히트노런은 그의 마지막 출발과 함께 하였다. 파이리츠와 함께 그는 방어율에서 팀을 이끌었고 1978년에 경기들을 완료하여 팀이 1979년 월드시리즈로 우승하는 데 도움을 주었다.
블라일레븐은 파이리츠와 심술나졌으며, 만약 그가 이적이 안된다면 1980년 시즌 동안에 은퇴하도록 위협을 받았다. 12월 9일 파이리츠는 그를 클리블랜드 인디언스로 이적시켰다. 블라일레븐은 팔꿈치 부상과 함께 1982년 시즌의 대부분을 벤치에 앉아 보내고 1983년에 또 다시 분투하였으나 1984년 자신의 최고 시즌들 중의 하나인 2.87의 방어율과 19 승 7 패의 기록과 함께 돌아왔다. 그는 자신의 발을 다친 후 몇몇의 출발을 놓치는 데 강요될 때 그해에 두번째 20개의 우승 시즌을 놓쳤다. 1985년 그는 또다시 5개와 함께 완봉에서 아메리칸 리그를 이끌었다. 그해에 그는 또한 293과 3분의 2의 회들을 투구하고 24개의 경기들에서 완료하였다. 블라일레븐은 활기없는 인디언스를 위하여 활약하는 것에 대해 행복하지 않자 자신이 3000개의 스트라이크아웃 마크를 통과하여 1987년 월드 시리즈 승리로 이끄는 데 도움을 준 미네소타 트윈스로 다시 이적되었다.
트윈스와 함께 블라일레븐의 첫 2개의 완전한 시즌들은 또한 하나의 시즌(50)과 연속적인 시즌들(96)에서 홈런들이 허용된 메이저 리그 기록들을 일으켰다. 그는 이전의 여러 해에서 24개 이상의 홈런들을 절대 항복하지 않았고 1986 ~ 87 캠페인들 후에 자신 경력의 코스에 한 시즌당 허용된 21점을 평균하였다.
1989년 블라일레븐은 캘리포니아 에인절스로 가서 자신의 첫 시즌에서 17 승 5 패의 기록을 위하여 2.73의 방어율을 투구하였고 완봉(5)에서 자신의 3번째와 마지막 시간을 위하여 리그를 이끌었다. 그러고나서 그는 회전근 부상에 이어 1991년 시즌의 전체를 놓쳤다. 그는 1992년에 돌아왔으나 대부분 불모였으며 4.74의 방어율과 함께 8 승 12 패로 갔다. 그 시즌에 이어 그는 3701개의 스트라이크아웃과 3.31의 방어율과 함께 경력 287 승 250 패와 함께 은퇴하였다. 그는 1993년 봄에 또다시 트윈스를 위하여 나가보았으나 선수단에 이루지 못하여 그의 공식적 은퇴를 만들었다. 그는 로테르담에서 열린 그해의 세계 항구 토너먼트를 우승한 메이저 리그 베이스볼 올스타를 출연시켰다.
블라일레븐은 2009년 월드 베이스볼 클래식에서 네덜란드 국가대표팀 투수코치를 맡았다.

## 명예

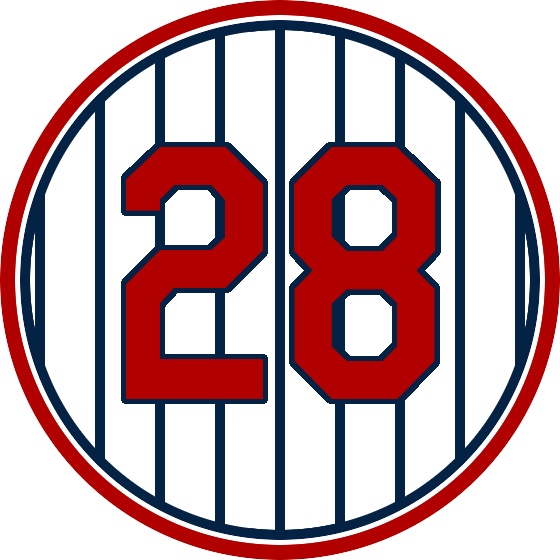
2011년 블라일레븐의 등번호 28번은 미네소타 트윈스에 의하여 영구 결번되었다.

1998년 적격의 자신의 첫해 이후에 블라일레븐은 야구 명예의 전당에서 아직 헌액되지 않은 최고의 적격 투수로서 넓게 숙고되었다. 자신이 투표의 79.9 퍼센트와 함께 선출된 2011년에 적격의 자신의 14번째 해일 때까지 아니었다. 그는 현재 스트라이크아웃 사상 5위, 완봉 사상 9위와 우승 사상 27위로 랭킹에 들어와있다. 그의 선거 당시에 그는 3000 탈삼진 클럽의 단 하나의 적격 회원이었고 명예의 전당이 아닌 50개 혹은 그 이상의 완봉과 함께 단 하나의 사람이었다.
1998년에 열린 명예의 전당 입회를 위하여 블라일레븐은 17.55 퍼센트 만을 받고, 이듬해 그의 투표 총계는 14.1 퍼센트로 떨어졌다.
2006년으로 봐서 이 총계는 53.33 퍼센트로 증가하였다. 2007년 블라일레븐의 총계는 47.7 퍼센트로 내려갔고, 다음해 그는 336개의 투표들 혹은 투표의 61.9 퍼센트를 받았다. 2009년 그는 총 338개에 62.7 퍼센트의 총계를 위하여 2개 만의 투표를 받았다. 2010년 블라일레븐은 투표의 74.2 퍼센트를 가져 5개 만의 투표(0.8 퍼센트)에 의하여 명예의 전당으로 입회를 놓쳤다.
블라일레븐은 자신의 14번째 시도에 투표의 79.9 퍼센트를 받은 후 2011년 명예의 전당으로 헌액되었다. 그는 네덜란드 출신 선수로서 처음으로 헌액되었고 그의 명예의 전당 명판은 미네소타 트윈스 모자와 함께 묘사하는 편이다.
2002년 블라일레븐은 미네소타 트윈스 명예의 전당으로 헌액되었고, 2009년 7월 28일 팬들이 선출한 "웬디스 - 미네소타 트윈스 올메트로돔 팀"으로 선택되었다. 2011년 7월 16일 미네소타 트윈스는 정식으로 블라일레븐의 등번호를 영구 결번시켰다.

## 해설자 경력

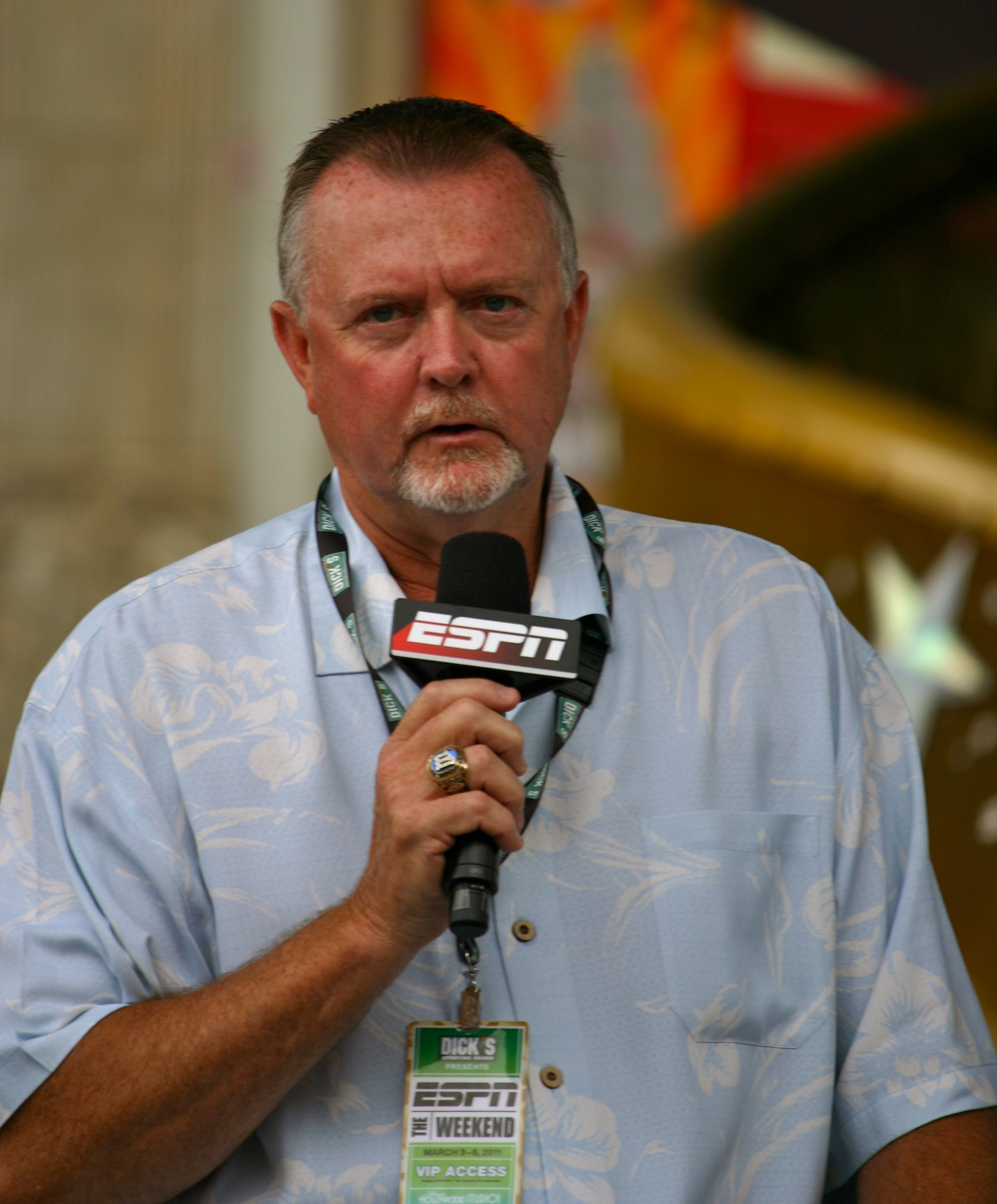
2011년의 블라일레븐

1996년 블라일레븐은 트윈스를 위한 해설자가 되었다. 블라일레븐의 해설은 때때로 야구 방송을 위하여 모험적이었으나 그와 실황 방송의 아나운서 딕 브레머 사이에 재미있고 친근감있는 대화를 마련한다. 그의 트레이드마크들 중의 하나는 스크린에 텔레스트레이터와 함께 팬들에 동그라미를 두는 것이다. 집과 도로의 경기들에서 둘다 팬들은 "나에게 동그라미를 두어요, 버트"라고 말하며 경기들로 사인들을 들고 다닌다. 이 일은 파킨슨스 재단과 미네소타 추첨 분배의 후원과 함께 모금된 캠페인으로 이끌었다.

## 개인 생활
그는 현재 플로리다주 포트마이어스에 거주하고 있다.
그는 1990년 제임스 벨루시의 영화 《Taking Care of Business》에 자신으로 나왔다.
블라일레븐은 자신의 선수 활약 시기 동안 야구의 가장 이름난 더그아웃 장난꾸러기들 중의 하나였다.